# Slayers Perfect
Slayers Perfect (auch Slayers: The Motion Picture, in Japan nur Slayers) ist die erste Anime-Kinoproduktion zur Manga- und Fernsehserienreihe „Slayers“, die am 5. August 1995 in den japanischen Kinos ihre Weltpremiere feierte. Sie ist das erste einer Reihe von Prequels, welche vor allem die Vorgeschichte zur Protagonistin Lina Inverse beleuchten. In Deutschland erschien der Film synchronisiert mit einigen Boni auf DVD. Für die Animation zeichnet das Studio J.C.Staff verantwortlich, das auf Mittel der Sponsoren Bandai Visual, Kadokawa Shoten, Marubeni Corporation und King Records zurückgreifen konnte. Den Vertrieb übernahm Toei Animation.

## Handlung
Die allein umherziehende Lina wird nach einem seltsamen Traum von einigen Banditen überfallen, die jedoch nicht ahnen, dass sie die Magierin im Grunde mit ihrem kleinen Finger vernichtend schlagen kann und dies auch tut. Das aus ihrem kurzen Geplänkel erbeutete Geldbündel investiert Lina sogleich in eine Reihe lokaler Köstlichkeiten, die sie sich an einer kleinen Snackbar am Strand einverleibt, bis die drei Banditen erneut auftauchen. Allerdings bringen sie Verstärkung mit, deren Art und Weise zu lachen der Magierin durch das Mark fährt: Naga, die die Unschuldige mimt und meint Lina zur Strecke bringen zu müssen.
Als Lina ihre Freundin jedoch darüber aufklärt, dass sie sich von Banditen hat engagieren lassen, wendet sich das Blatt. Plötzlich fallen Naga zwei Tickets für eine Schifffahrt zur Mipross-Insel in die Hand, woraufhin sie eilig Lina packt und mit ihr davoneilt.
Auf der Reise zur Insel liest Naga ihrer Freundin von den sagenumwobenen heißen Quellen der Insel aus einem Reiseführer vor, die zudem von einem geheimnisvollen und undurchdringlichen Nebel umschlossen ist, der sich nur an wenigen Tagen im Jahr lichtet. Außerdem soll es noch einen Ort geben, an dem man einen Blick in die Vergangenheit der Insel werfen könne. Darüber schläft Lina ein, die nun erneut einen merkwürdigen Traum, in dem sie von einer Stimme auf der Insel willkommen geheißen wird.
Tags darauf legt das Schiff in Mipross an. Nachdem die beiden einige Kleinkriminelle aufgerieben und dem König und der Königin der Insel ausgeliefert haben, werden sie von ihnen mit einem Festmahl – der kleine Zwischenfall mit Nagas Golem, der versehentlich die halbe Hafenstadt zerlegte, fällt dabei nicht ins Gewicht. In der Nacht begegnet Lina in ihrem Traun nun demjenigen, der für ihre Visionen verantwortlich ist: Ein alter Mann, der sich Rowdy nennt, bitte sie um ihre Hilfe, um einen Dämon zu vernichten und seine Heimat, die Insel Mipross so wieder in das Paradies zu verwandeln, das sie einst war. Als Belohnung würde er ihr den Ort einer besonderen heißen Quelle offenbaren, die ihrer noch sehr mädchenhaften Figur auf die Sprünge helfen solle. Im Gegenzug soll sie sich des Dämons Joyrock annehmen, der für das Elend verantwortlich ist.
Doch die erste Begegnung mit ihrem Gegner verläuft nicht allzu gut: Joyrock ist unglaublich stark, so dass die beiden Magierinnen nicht den Hauch einer Chance haben. Im letzten Augenblick werden sie von Rowdy gerettet, der Lina daraufhin mit einer magischen Zeitmaschine in die Vergangenheit schickt, wo sie dann mit Rowdys jüngerem Ich gemeinsam den Überfall einiger Dämonen auf ein Dorf von Elfen vereitelt. Gemeinsam begegnen sie dann auch dem Übeltäter, der für den Überfall verantwortlich ist. Joyrock hat gegen die vereinte Macht von Lina und Rowdys Lichtschwert keine Chance und wird besiegt. Direkt nach dem Kampf endet der Zauber, mit dem die Magierin in die Vergangenheit geholt wurde.
Allerdings bleibt ihr nicht mehr als der Dank des alternden Rowdy, dessen Information über die besondere Heiße Quelle sich auch als für Lina unbrauchbar herausstellt.

## Charaktere
Neben den beiden Lina Inverse und Naga, die Weiße Schlange erscheinen weitere für die Handlung wichtige Protagonisten und Antagonisten:
| Rowdy Gabriev ラウディ＝ガブリエフ raudi gaburiefu | Rowdy ist als Junge der Träger des legendären Lichtschwerts, das später an Gourry geht. Er und die Elfe Meliroon sind ineinander verliebt, allerdings wird das Paar auseinandergerissen, als der Dämon Joyrock das Dorf der Elfen überfällt und alle Einwohner von seinem Gefolge töten lässt. Im Laufe der Zeit altert Rowdy immer mehr und bittet vor seinem Tode Lina um ihre Hilfe. |
| Joyrock ジョイロック joirokku                      | Joyrock ist der Antagonist dieses Abenteuers. Der Dämon überfiel das Dorf der Elfen auf der Insel Mipross, wodurch sich ein undurchdringlicher Nebel über sie legte, der sich nur für ein paar Tage im Jahr lichtet. |

### Synchronisation
Die Synchronisation wurde im Auftrag von OVA Films in den Studios von Circle of Arts aufgenommen, unter der Synchronregie von Susanna Sandvoss.
Synchronsprecher
| Rolle                    | Japanischer Sprecher (Seiyū) | Deutscher Sprecher  |
| ------------------------ | ---------------------------- | ------------------- |
| Lina Inverse             | Megumi Hayashibara           | Shandra Schadt      |
| Naga, die weiße Schlange | Maria Kawamura               | Veronika Neugebauer |
| Joyrock                  | Genda Tessho                 | Torsten Münchow     |
| Rowdy Gabriev (Alt)      | Han Keiko                    | Willi Röbke         |
| Rowdy Gabriev (Jung)     | Minami Takayama              | Ben Münchow         |
| Meliroon                 | Yuri Shiratori               |                     |
| Juliano Jubiblié         |                              | Claus Brockmeyer    |
| König von Mipross        | Mahito Tsujimura             | Ulf J. Söhmisch     |
| Königin von Mipross      | Miyuki Ichijou               | Bettina Kenter      |
| Lagos                    | Norio Wakamoto               | Thomas Rauscher     |

In weiteren Rollen sind Tolilah Jolas, Angelika Höller, Katrin Filzen und Dirk Meyer zu hören.

## Veröffentlichungen

### Video- bzw. DVD-Version
Der Kinofilm wurde für die nach dem Ende der Kinoaufführungen folgende Veröffentlichung auf Video bzw. DVD um einen etwa achtminütigen OVA-Prolog im 4:3-Format erweitert, der das Aufeinandertreffen von Lina und Naga darstellt. Dieser Prolog wurde für die deutschsprachige DVD-Fassung, die 2004 von OVA Films herausgegeben wurde, ebenfalls verwendet. Dabei wurde das OVA-Material an das Bildformat des Kinofilms angepasst, stammt allerdings nicht aus der gleichen Quelle wie die hochwertigeren Abtastungen des restlichen Kinofilms.

### Soundtrack
Der von Hattori Takayuki komponierte Soundtrack zum Film wurde von King Records in Japan am 6. September 1995 veröffentlicht. In Deutschland ist er nicht erhältlich.
Das Lied zum Abspann trägt den Titel „Midnight Blue“ und wird von Megumi Hayashibara gesungen.